# Frederiksværk
Frederiksværk è un centro abitato danese situato nella regione di Hovedstaden e appartenente al comune di Halsnæs di cui è sede amministrativa.
Fino al 1º gennaio 2007, con l'entrata in vigore della riforma amministrativa che lo ha abrogato, il centro abitato era sede amministrativa dell'omonimo comune.

## Geografia
La cittadina si trova nella parte nordoccidentale dell'isola di Selandia circa 8 km a ovest di Hillerød e ad una cinquantina di km a nord-ovest di Copenaghen.

## Monumenti e luoghi di interesse
La piazza centrale è in parte delimitata dalla Gjethuset, un ex-edificio militare risalente al XVIII secolo ora trasformato in centro culturale che ospita eventi musicali.